# Teodoro Matteini
Teodoro Matteini (Pistoia, 10 maggio 1754 – Venezia, 16 novembre 1831) è stato un pittore e restauratore italiano, principalmente esecutore di soggetti storici e religiosi nello stile neoclassico ma anche di diversi ritratti.

## Biografia
Suo padre, Ippolito Matteini, classe 1720, era un pittore decorativo, che dunque lo avviò all'arte. In seguito Teodoro Matteini si trasferì a Roma per fare da assistente a Domenico Corvi, dopodiché iniziò a collaborare con Anton Raphael Mengs. Messosi poi in proprio, operò nella basilica romana di San Lorenzo in Lucina.
Fu attivo a Roma, Bergamo, Milano e Venezia; in quest'ultima città fu docente di pittura presso l'Accademia di Belle Arti, dove restaurò una vasta collezione di modelli in stucco e terracotta raccolti dall'Abate Filippo Farsetti.
Ebbe numerosi allievi,  tra cui Giovanni Andrea Darif, Bartolomeo Ferracina, Odorico Politi, Giovanni Busato,  Sebastiano Santi, Francesco Hayez, Ludovico Lipparini.
Anche la figlia Anna Matteini fu una nota pittrice.

## Galleria d'immagini

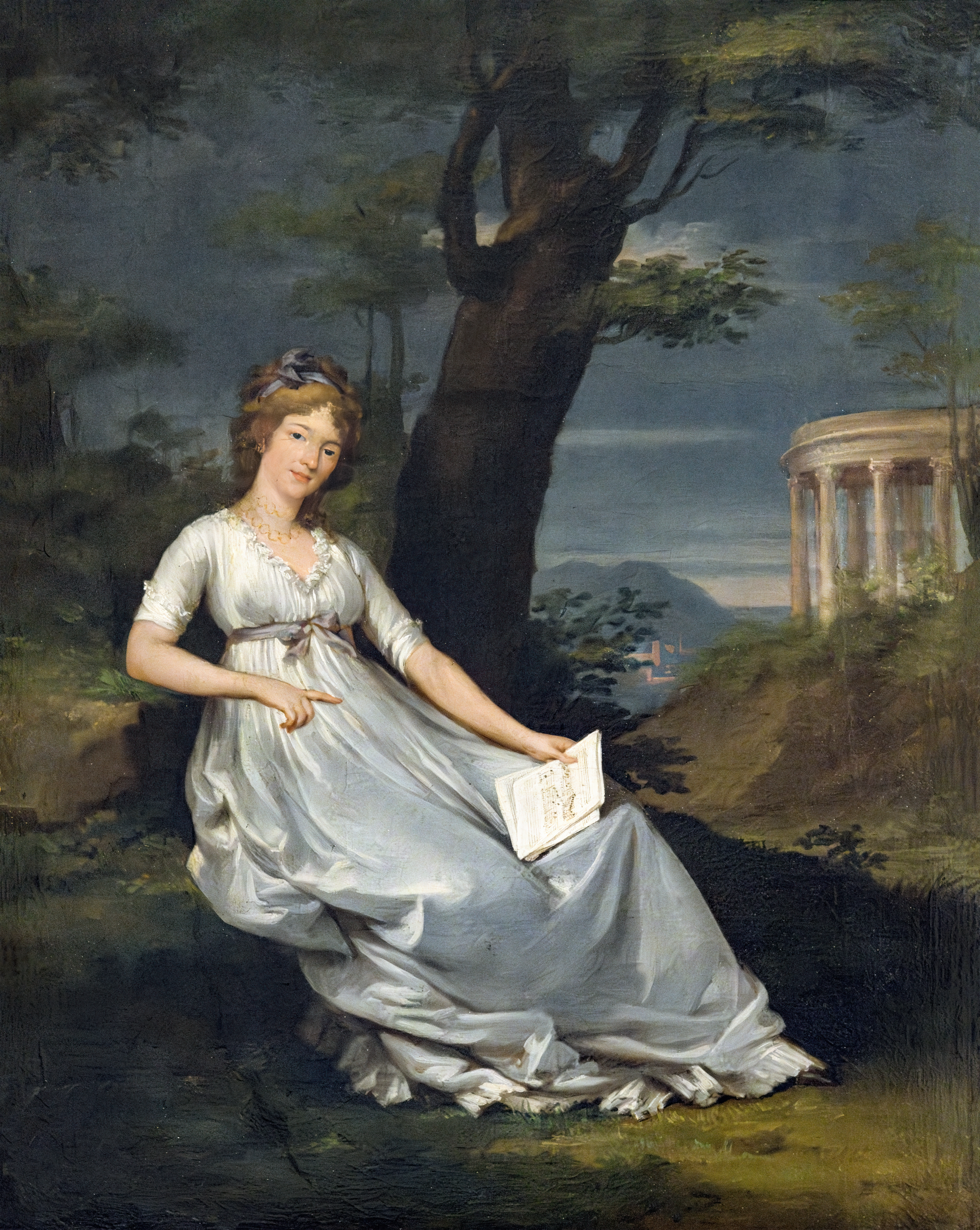
Ritratto di giovane signora con foglio di musica - Gallerie dell'Accademia
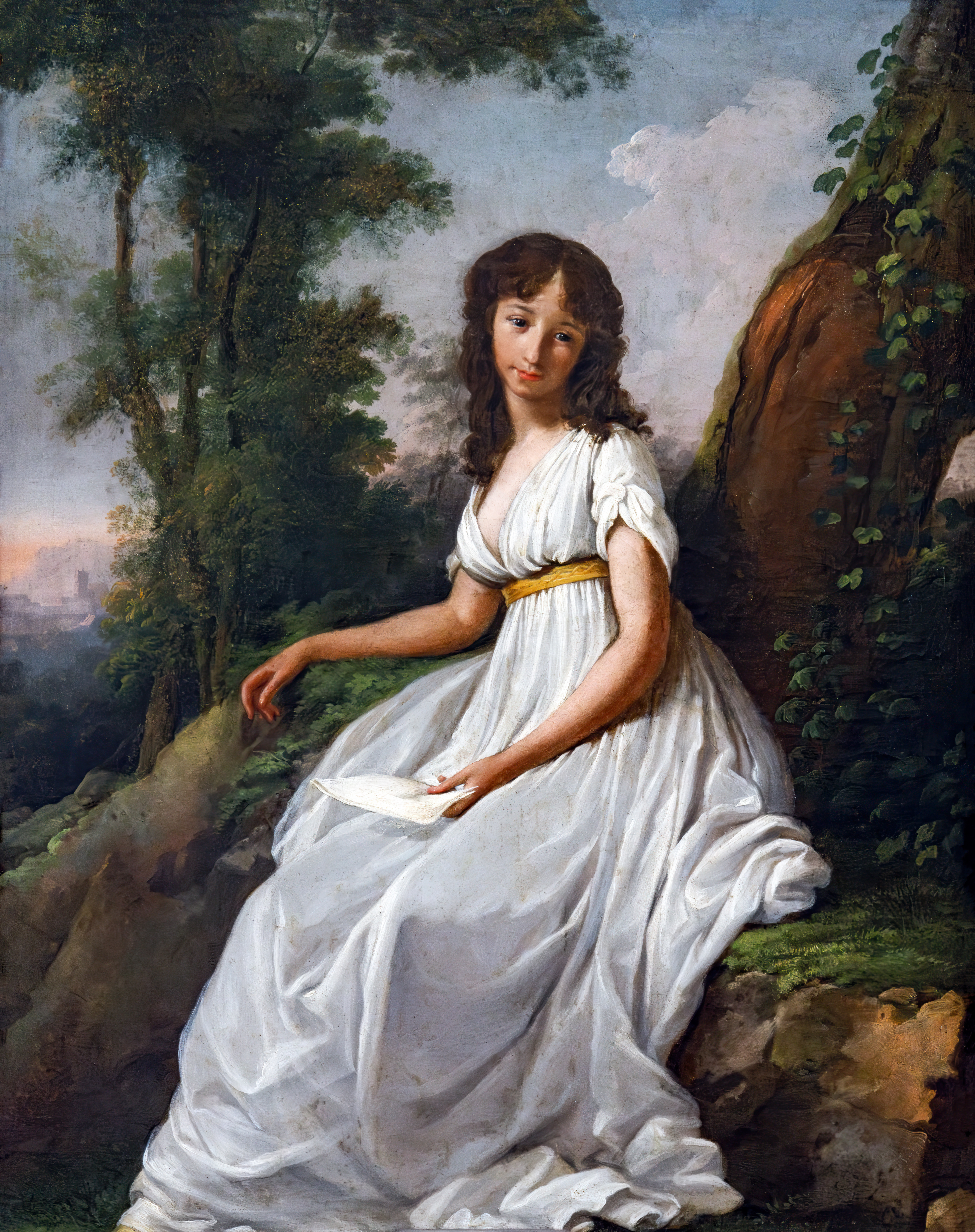
Ritratto di giovinetta - Gallerie dell'Accademia
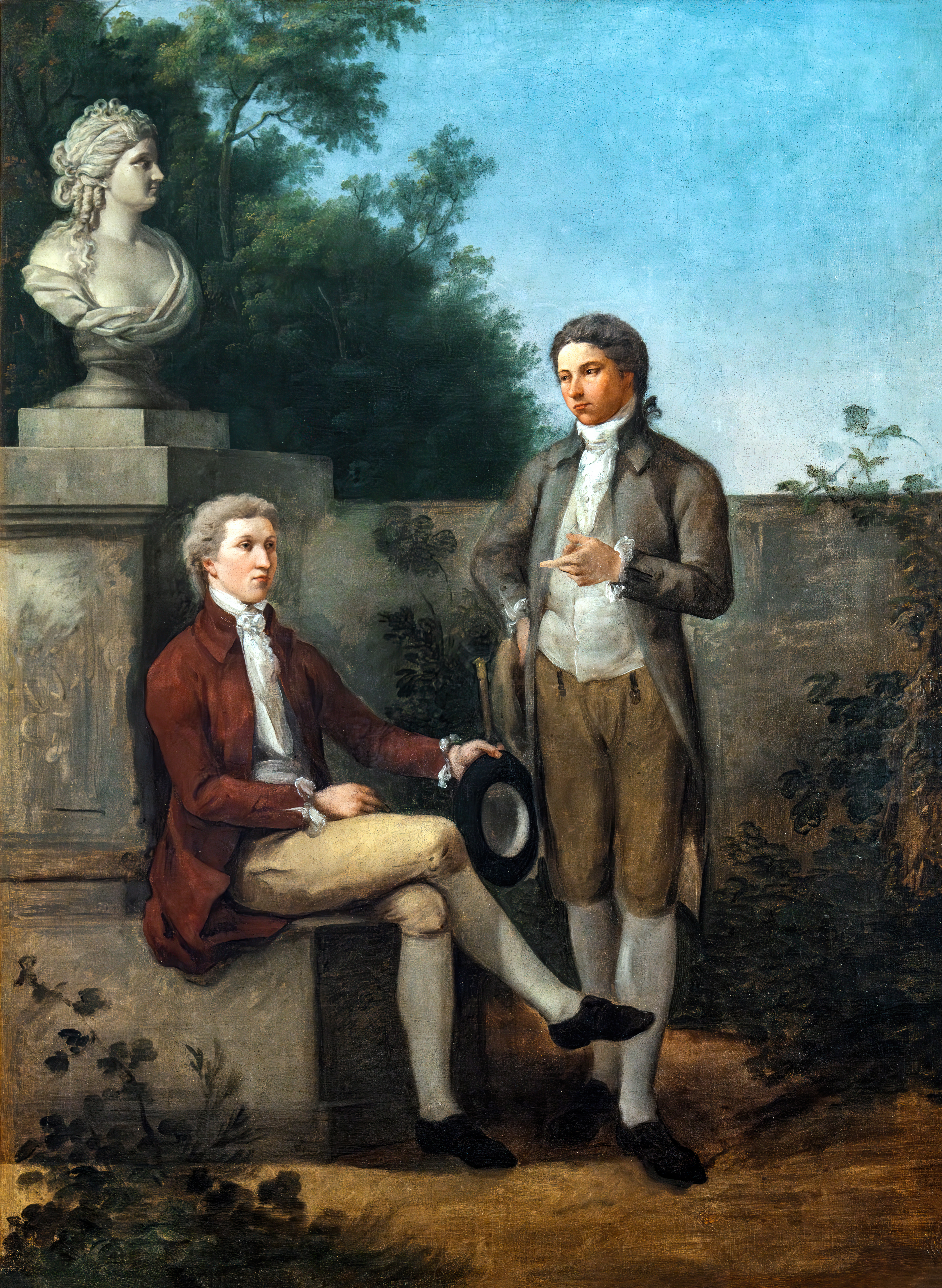
Ritratto di due giovani signori in un paesaggio - Gallerie dell'Accademia